# NGC 3083
NGC 3083 (другие обозначения — MCG 0-26-2, ZWG 8.11, PGC 28900) — спиральная галактика (Sa) в созвездии Секстанта. Открыта Альбертом Мартом в 1865 году.
Галактика обладает выраженным ящикообразным балджем: остаточное изображение, полученное после вычитания модели диска и модели классического балджа из наблюдаемых данных, показывает структуру в балдже, похожую на знак бесконечности.
Вместе с NGC 3086, NGC 3090, NGC 3092, NGC 3093, NGC 3101 галактика входит в скопление MKW1. В скоплении зафиксирован взрыв сверхновой  2019bkc/ATLAS19dq необычного типа, вспыхнувшая и погасшая в течение всего нескольких дней. Моделирование этого процесса позволяет предположить, что произошло слияние нейтронной звезды и белого карлика.
Этот объект входит в число перечисленных в оригинальной редакции «Нового общего каталога».